# Nephi Jensen
Nephi United States Centennial Jensen (* 16. Februar 1876 in Salt Lake City, Utah-Territorium; † 2. September 1955 ebenda) war ein US-amerikanischer Jurist, Politiker und Missionar der Kirche Jesu Christi der Heiligen der Letzten Tage.

## Leben
Nephi Jensen wurde 1876 als Sohn dänischer Immigranten in Salt Lake City im heutigen Staat Utah geboren. Er besuchte öffentliche Schulen sowie von 1895 bis 1896 das L. D. S. College in Salt Lake City. Anfang 1898 wurde er als Missionar in der Southern States Mission tätig und kam ab Februar 1898 in Florida zum Einsatz. Nach mehr als zwei Jahren kehrte er nach Utah zurück, wo er am 3. Juli 1900 in Salt Lake City ankam. Jensen wurde nun als Schullehrer in Arizona tätig. Dort lernte er seine spätere Frau kennen, die er am 9. April 1902 heiratete. Nach der Heirat kehrte Jensen mit seiner Frau nach Utah zurück und setzte seine Tätigkeit als Lehrer fort. 1903 wurde sein Sohn geboren. Um 1906 studierte Jensen an der University of Utah. Bald darauf erfolgte seine Zulassung als Rechtsanwalt. 1908 studierte er am College of Law in Chattanooga. Nachdem er seinen Abschluss erhalten hatte, kehrte er nach Salt Lake City und arbeitete von 1911 bis 1913 als assistant attorney im Salt Lake County. Des Weiteren war er in der Anwaltskanzlei Marks & Jensen tätig. 1919 wurde er zum Missionspräsidenten der neugegründeten kanadischen Mission seiner Kirche bestimmt. Nach seiner Rückkehr nach Utah begann Jensen erneut in Salt Lake City als Rechtsanwalt zu praktizieren. 1928 gab er dies auf und wurde county judge für Salt Lake County. Fünf Jahre später ging er in den Ruhestand. 
Jensen gehörte von 1907 bis 1909 als Republikaner dem Repräsentantenhaus von Utah an.